# Hôn nhân cùng giới ở Estonia
Hôn nhân cùng giới ở Estonia sẽ được hợp pháp kể từ 1 tháng 1, 2024. Estonia đã công nhận các kết hợp dân sự kể từ ngày 1 tháng 1 năm 2016 bằng cách cho phép các cặp cùng giới ký thỏa thuận chung sống (tiếng Estonia: kooselulepingu), nhà nước cũ của Liên Xô đầu tiên làm như vậy.
Ngoài ra, vào tháng 12 năm 2016, một cuộc hôn nhân cùng giới được thực hiện ở Thụy Điển đã được tòa án công nhận và đưa vào sổ đăng ký dân số. Vào tháng 9 năm 2018, sau phán quyết của Tòa án Công lý châu Âu, một tòa án Estonia đã ra phán quyết rằng các cặp cùng giới phải được đối xử giống như các cặp khác giới trong việc cấp giấy phép cư trú, được xác nhận bởi Tòa án Tối cao vào tháng 6 năm 2019.

## Đăng ký chung sống dân sự

### Luật đăng ký chung sống dân sự
Vào tháng 7 năm 2008, Bộ Tư pháp thông báo rằng họ đang soạn thảo luật về đăng ký chung sống dân sự cho các cặp cùng giới. Dự kiến ban đầu, luật có hiệu lực vào năm 2009, nhằm cung cấp một số quyền cho các cặp cùng giới, chẳng hạn như thừa kế và sở hữu tài sản chung. Luật đã được sự ủng hộ của hầu hết các bên ở Riigikogu.
Bộ Tư pháp đã nghiên cứu các đề xuất về việc đăng ký các cặp chưa kết hôn, bao gồm cả các cặp cùng giới. Một báo cáo toàn diện đã được phát hành vào tháng 7 năm 2009 kiểm tra ba lựa chọn: công nhận việc sống chung chưa đăng ký;  việc tạo ra một cơ quan đăng ký đối tác; và việc gia hạn hôn nhân đối với các cặp cùng giới. Nó để lại quyết định về mô hình sẽ triển khai cho Riigikogu và các "bên liên quan" khác. Vào ngày 1 tháng 7 năm 2010, một luật gia đình mới đã được thông qua, định nghĩa hôn nhân là giữa một người nam và một người nữ và tuyên bố sự kết hợp giữa các thành viên cùng giới là "vô hiệu". Thủ tướng Andrus Ansip được dẫn lời nói: "Tôi không tin rằng Estonia, Latvia và Litva sẽ sớm chấp nhận hôn nhân cùng giới dưới con mắt của luật pháp".
Vào ngày 25 tháng 5 năm 2011, Chủ tịch Bộ Tư pháp Indrek Teder đã yêu cầu Bộ Tư pháp ban hành luật đối tác dân sự. Ông phán quyết rằng việc không công nhận các mối quan hệ cùng giới là trái với Hiến pháp Estonia. Sau đó, công nhận quan hệ đối tác một lần nữa trở thành một cuộc thảo luận chính trị sôi nổi ở Estonia.
Đảng Cải cách và Đảng Dân chủ Xã hội ủng hộ việc giới thiệu luật hợp tác, chống lại sự phản đối của Liên minh Pro Patria và Res Publica bảo thủ. Đảng Cánh tả đã hỗ trợ một cuộc thảo luận về vấn đề này. Dự luật được Bộ trưởng Bộ Tư pháp soạn thảo vào tháng 8 năm 2012 và đang được lấy ý kiến đến ngày 1 tháng 10 năm 2012. Vào tháng 3 năm 2014, một nhóm nghị sĩ bắt đầu xem xét dự thảo luật. Luật, có tên là Đạo luật đăng ký chung sống dân sự (tiếng Estonia: Kooseluseadus), đã được đệ trình lên Quốc hội vào ngày 17 tháng 4 năm 2014. Vào ngày 22 tháng 5, dự luật được Chính phủ Rõivas ủng hộ. Vào ngày 19 tháng 6 năm 2014, Quốc hội đã bác bỏ đề nghị hủy bỏ dự luật trong lần đọc đầu tiên, trong một cuộc bỏ phiếu 32-45. Lần đọc thứ hai diễn ra vào ngày 8 tháng 10, nơi một đề nghị tổ chức một cuộc trưng cầu dân ý về dự luật đã bị đánh bại trong một cuộc bỏ phiếu 35-42 và một đề nghị khác để phản đối nó đã bị đánh bại trong một cuộc bỏ phiếu 41-33. Dự luật đã thông qua cuộc bỏ phiếu cuối cùng vào ngày 9 tháng 10 với tỷ lệ 40-38 phiếu. Nó đã được Tổng thống Toomas Hendrik Ilves ký thành luật cùng ngày và có hiệu lực vào ngày 1 tháng 1 năm 2016.
| Đảng phái                       | Ủng hộ | Phản đối | Bỏ phiếu trắng                                                   | Vắng mặt                                                                |
| ------------------------------- | --- | --- | ---------------------------------------------------------------- | ----------------------------------------------------------------------- |
| Đảng Cải cách Estonia           | 19 - Arto Aas - Rein Aidma - Remo Holsmer - Jüri Jaanson - Kalle Jents - Kalev Kallemets - Tõnis Kõiv - Tiina Lokk-Tramberg - Lauri Luik - Rait Maruste - Kristen Michal - Meelis Mälberg - Kalle Palling - Mati Raidma - Laine Randjärv - Valdo Randpere - Paul-Eerik Rummo - Andre Sepp - Imre Sooäär | 6 - Peep Aru - Igor Gräzin - Tõnu Juul - Väino Linde - Tarmo Mänd - Aivar Sõerd | 4 - Aare Heinvee - Aivar Rosenberg - Jaanus Tamkivi - Terje Trei | 4 - Margus Hanson - Rein Lang - Tarmo Leinatamm - Kalev Lillo           |
| Đảng Trung lập Estonia          | 6 - Lembit Kaljuvee - Lauri Laasi - Kadri Simson - Olga Sõtnik - Priit Toobal - Rainer Vakra | 13 - Deniss Boroditš - Eldar Efendijev - Kalev Kallo - Valeri Korb - Mihhail Kõlvart - Kalle Laanet - Aivar Riisalu - Mihhail Stalnuhhin - Tarmo Tamm - Urbo Vaarmann - Viktor Vassiljev - Vladimir Velman - Peeter Võsa                                                                                                 | 2 - Jüri Ratas - Marika Tuus-Laul                                | 5 - Enn Eesmaa - Siret Kotka - Heimar Lenk - Inara Luigas - Mailis Reps |
| ISAMAA (Chính đảng của Estonia) | - | 19 - Jaak Aaviksoo - Annely Akkermann - Andres Herkel - Kaia Iva - Siim Valmar Kiisler - Aivar Kokk - Peeter Laurson - Liisa Pakosta - Tõnis Palts - Juhan Parts - Marko Pomerants - Urmas Reinsalu - Andrus Saare - Helir-Valdor Seeder - Sven Sester - Priit Sibul - Margus Tsahkna - Toomas Tõniste - Ken-Marti Vaher | 1 - Marko Mihkelson                                              | 3 - Ene Ergma - Erki Nool - Reet Roos                                   |
| Đảng Dân chủ Xã hội Estonia     | 15 - Jaak Allik - Maimu Berg - Tatjana Jaanson - Etti Kagarov - Kalev Kotkas - Mart Meri - Marianne Mikko - Jüri Morozov - Eiki Nestor - Heljo Pikhof - Barbi Pilvre - Karel Rüütli - Indrek Saar - Neeme Suur - Rannar Vassiljev                                                                       | - | 3 - Kalvi Kõva - Tiit Tammsaar - Jaan Õunapuu                    | 1 - Rein Randver                                                        |
| Total                           | 40 | 38 | 10                                                               | 13                                                                      |